# Creobroter pictipennis
Creobroter pictipennis är en bönsyrseart som beskrevs av Wood-mason 1878. Creobroter pictipennis ingår i släktet Creobroter och familjen Hymenopodidae. Inga underarter finns listade i Catalogue of Life.